# Freycinetia palawanensis
Freycinetia palawanensis är en enhjärtbladig växtart som beskrevs av Adolph Daniel Edward Elmer. Freycinetia palawanensis ingår i släktet Freycinetia och familjen Pandanaceae.

## Underarter
Arten delas in i följande underarter:
- F. p. andersoniana
- F. p. palawanensis